# Nikolaj Lie Kaas
Nikolaj Lie Kaas (Rødovre, 22 mei 1973) is een Deens acteur. Hij is de zoon van acteur Preben Kaas.

## Biografie
Kaas maakte zijn filmdebuut in de oorlogsfilm Drengene fra Sankt Petri (Nederlands: De jongens van St. Petri). Naast zijn optredens in vele speelfilms uit Denemarken en daarbuiten was hij ook te zien in een aflevering van de televisieserie Rejseholdet (Unit One) en speelde hij een hoofdrol in het derde seizoen van Forbrydelsen (The Killing) en in het eerste seizoen van Bedrag (Follow the Money). In 2019 was de acteur ook te zien in de Deense misdaadserie Forhøret (Face to Face). Als televisieregisseur maakte hij in 2024 de Deense comedyserie Agent.